# أوزا (آن)
أوزا (بالفرنسية: Ozan)‏ هي بلدية فرنسية تقع في إقليم آن في فرنسا. رمز إنسي لها هو:1284. أما الرمز البريدي لها فهو: 1190.